# La mappa dei giorni
La mappa dei giorni (A map of days) è un romanzo fantastico uscito ad ottobre 2018, il quarto libro della saga Miss Peregrine. La casa dei ragazzi Speciali, scritta dall'autore americano Ransom Riggs. Il romanzo, uscito in originale il 2 ottobre 2018, è stato stampato dalla casa editrice americana Quirk Books, mentre in Italia da Rizzoli. È il primo romanzo di una nuova trilogia ambientata negli Stati Uniti, con gli stessi protagonisti dei libri precedenti.

## Trama
Di ritorno da Devil's Acre e dall'Inghilterra vittoriana, dove ha sconfitto i mostri che tenevano sotto scacco il mondo Speciale, Jacob Portman riparte dal presente, dalla Florida, dove tutto aveva avuto inizio con la morte di suo nonno Abe. Ma lì con lui, adesso, proprio a casa sua, ci sono Miss Peregrine e i suoi amici Speciali; Jacob cerca di spiegare cosa è successo, con l'aiuto di Miss Peregrine, ai suoi genitori. Dopo aver rimproverato Jacob per aver seguito i consigli di suo nonno, i genitori perdono la memoria grazie a Miss Peregrine; Jacob le confessa di volersi lasciare alle spalle la vita da Normale, ma lei lo consola dicendogli che è pensato per entrambi i mondi.
E quella che sembrerebbe un'occasione perfetta per regalarsi una piccola vacanza condivisa sulle belle spiagge americane, mentre Emma, Enoch, Millard e tutti gli altri imparano a muoversi tra i Normali, il destino ha in mente altro: i ragazzi, infatti, scoprono un bunker sotterraneo nell'appartamento di nonno Abe. Lentamente emergono le tracce della vita parallela vissuta da Abe, e Jacob intuisce di avere per le mani un'eredità pericolosa, che sta per proiettarlo in uno scenario emozionante e sconosciuto. Miss Peregrine conduce la squadra nel quartier generale del Consiglio delle Ymbrynes, Miss Cuckoo e Miss Peregrine chiedono a Jacob di raccontare la battaglia con Caul. Dopo aver ricevuto un taccuino, Jacob chiama il numero scritto sopra e decide di voler continuare il lavoro di suo nonno. Lui ed Emma seguono le istruzioni di H, un ex collega di Abe, e vengono mandati in un anello temporale. 
Jacob ed Emma trovano un passaggio nascosto per le auto di Abe e, insieme a Millard, Brownyn ed Enoch, guidano verso Mermaid Fantasyland in Florida. Incontrano Paul, che li conduce in un anello per sfuggire alla polizia. Al Flamingo Manor danno un pacco a Billie e scoprono che i vacui hanno ucciso la maggior parte delle ymbrynes in America, lasciando per lo più semi-ymbrynes. Combattono contro la "polizia" della banda, e Paul accetta di portarli a un portale nella sua città natale, la Georgia. Sulla strada, Paul, che è nero, rifiuta di entrare in una tavola calda. Jacob si rende conto di essere nel profondo sud nel tempo della segregazione.
Entrano nell'anello che li conduce nel 1935 e incontrano Elmer e Joseph, che descrivono qualcuno di nome Gandy e mostrano a Jacob una foto dei giovani H e V, compagno di viaggio di H. Jacob scopre che Gandy è Abe. Jacob consegna ad Annie l'altro pacchetto. Racconta loro dell'organizzazione, un gruppo di normali che vogliono sterminare gli Speciali del paese e gli dà un libro degli incontri con un indirizzo nella Carolina del Nord. Al ristorante della Carolina del Nord, ricevono istruzioni per portare uno Speciale da una scuola superiore di Brooklyn a fare il giro del 10044. Jacob ed Emma accettano di mettere in pausa la loro relazione. Gli altri chiamano per dire che Miss Peregrine li sta cercando.
A New York City, alloggiano in un hotel in cui era stato anche Abe, un anello. Alla J. Edgar Hoover High School, incontrano Lilly, un'amica di Noor, la Speciale. Lilly li porta in un magazzino abbandonato. Jacob ignora l'ordine di H di interrompere la missione. Incontrano Noor, che assorbe e rilascia luce per accecare gli uomini armati che li attaccano. I ragazzi scappano. Brownwyn, che era stata colpita con un dardo, si spegne. In viaggio verso l'ospedale, vengono attirati in un ristorante e, tranne Lilly, presi in un anello. Incontrano Frankie, che convoca i leader del clan di New York per un'asta. Il gruppo viene portato dai gangster degli anni '20 a Leo Burnham, che rimprovera i leader per aver partecipato a un'asta illegale. Leo vuole giustiziare Jacob perché Abe ha ucciso sua nipote, Agatha, insieme ad altri ragazzi. Jacob crede che i vacui abbiano incastrato Abe. La sorella di Leo, Donna, la baronessa, lo convince a perdonarli. Leo detiene Noor, ma Jacob viene rilasciato e incontrato dai suoi amici, Miss Peregrine e Miss Cuckoo. Attraversano un anello per Devil's Acre.
Miss Peregrine afferma che le ymbrynes stavano lavorando a un trattato di pace con i Clan e le azioni del gruppo li hanno arretrati. Jacob chiama H, che dice che Abe voleva che Jacob avesse una vita normale. H dice che ha un ultimo lavoro prima di andare in pensione, che Jacob ha a che fare con Noor. Jacob dice che non sta andando contro le ymbrynes. Jacob trova l'appartamento di H e H che muore, con Noor priva di sensi nelle vicinanze. H gli dice di prendere Noor e cercare V, poiché Noor e altri sei Speciali sono i sette Speciali della profezia. H dice che sebbene lui e Abe non abbiano ucciso alcun ragazzo, sono responsabili della loro morte. H fa mangiare a Horatio i suoi occhi mentre muore. Horatio si trasforma in un vacuo e lascia le direzioni prima di saltare fuori dalla finestra. Jacob e Noor partono alla ricerca di V.

## Personaggi

### Ragazzispeciali.
- Jacob Portman — È il protagonista e nipote di Abe Portman, e da lui ha ereditato il suo potere, che consiste nel vedere gli Spiriti Vacui, invisibili all'occhio umano e Speciale. È innamorato di Emma, e ha deciso di aiutare Miss Peregrine nella battaglia contro gli spettri. Ha sedici anni.
- Bronwyn Bruntley — Appare come un'adolescente. Bronwyn è intrisa di forza incredibile come suo fratello Victor. Viene considerata un'altra figura materna oltre a Miss Peregrine per i ragazzi più piccoli, come Olive e Claire nel libro. Bronwyn è estremamente leale e di buon cuore e capace di fare di tutto per i suoi amici.
- Enoch O'Connor — Egli è capace di resuscitare e dare vita ad oggetti inanimati per un limitato periodo di tempo. Sembra una persona senza cuore, ma è qualcuno che si preoccupa realmente per coloro a cui tiene. È molto sarcastico.
- Emma Bloom — È una ragazzina capace di scaturire fiamme dalle mani, perciò tutto il suo corpo è ignifugo. Ha un carattere da leader, infatti dopo la scomparsa di Miss Peregrine sarà lei a prendere il comando nelle ricerche della ymbryne.
- Horace Somnusson — Riesce ad avere sogni profetici. Segue la moda dell'epoca, ed è comunemente vestito in giacca e cravatta, con un cappello a cilindro e un monocolo. Parla con un accento inglese ed è pretenzioso e altezzoso. Egli è anche molto vile e si conferma essere il personaggio più comico della trilogia, con molte battute divertenti.
- Fiona Frauenfeld — Appare come un'adolescente poiché vive nell'anello temporale. Ha un'affinità con le piante e può farle crescere o morire ogni volta che le piace, anche se quest'ultima cosa è abbastanza rara. Ha l'immunità alla maggior parte dei veleni e sostanze tossiche. Si mantiene in uno stato trasandato, per alcuni aspetti, come le sue amate piante e non parla praticamente mai.
- Hugh Apiston — Appare come un adolescente poiché risiede nell'anello temporale. Ha una grande empatia con le api. Le immagazzina nel suo stomaco per proteggerle e può farle uscire quando vuole. Hugh è innamorato di Fiona, ricambiato da lei. Gli altri speciali ritengono che dato che l'uno controlla le api e l'altra le piante, la loro attrazione reciproca sia naturale.
- Millard Nullings — Appare come un giovane adolescente e ha la straordinaria peculiarità di essere invisibile. Purtroppo, a causa della sua peculiarità, non può mai essere visto e così indossa gli abiti, la maggior parte delle volte, su richiesta di Miss Peregrine. Egli è anche estremamente ben versato in tutte le cose particolari, e documenta gli eventi di ogni essere vivente sull'isola durante il giorno che si ripete nell'anello.
- Olive Elephanta — Una dei più giovani ragazzi speciali. Lei è leggera come l'aria, infatti indossa degli scarponi speciali fatti di piombo che la tengono salda a terra (nell'adattamento cinematografico di Tim Burton, Olive Elephanta è invece la ragazza capace di evocare le fiamme, innamorata di Enoch).
- Claire Densmore — La più giovane dei ragazzi speciali, ha la peculiarità di avere una bocca in più nella parte posteriore della testa con i denti estremamente nitidi, nascosta sotto i suoi riccioli biondi.
- Noor — una speciale originaria dell'India, è orfana e vive a New York. La sua abilità consiste nel catturare tutta la luce presente nell'aria di una qualsiasi stanza, facendola piombare in un'oscurità profonda. È capace di inghiottire la luce e lanciarla contro le persone, carbonizzandole.

### Ymbrynes
Una Ymbryne è un particolare tipo di speciale che può trasformarsi in un uccello ed è in grado di creare e mantenere un ciclo del tempo. Si tratta sempre di soggetti di sesso femminile e proteggono i ragazzi speciali, gli adulti e gli animali, spesso salvandoli da situazioni terribili.
- Alma LeFay Peregrine  — Miss Peregrine è la direttrice della scuola. È una donna delicata, che ama fumare la pipa e adora il suo lavoro, anche se a volte può essere eccessivamente rigorosa. Viveva nel ciclo del tempo di Miss Avocetta quando era giovane e può trasformarsi in un falco pellegrino.
- Esmeralda Avocet — Miss Avocet è una donna anziana dei primi anni dell'era vittoriana in Inghilterra. Il suo ciclo del tempo è stato invaso da creature e hollowgasts, costringendola a ritirarsi nel ciclo di Miss Peregrine. Può trasformarsi in un'avocetta.
- Miss Finch — Molto poco si conosce sul suo conto. Può trasformarsi in un fringuello ed ha una zia sotto forma di fringuello.
- Balenciaga Wren — Miss Wren è la direttrice di un serraglio per animali speciali. Può trasformarsi in uno scricciolo.
- Millicent Thrush — Miss Thrush aveva un ciclo del tempo per ragazzi speciali a Londra. Può trasformarsi in un tordo.
- Miss Billie e Miss Annie — sono due semiymbryne, ovvero due speciali che possono controllare il tempo, ma non hanno le altre comuni abilità delle normali ymbrine. In America sono poste al comando degli anelli, dopo la scomparsa di tutte le altre ymbribe, come Miss Honeytrush , ma non sono in grado di far ripartire gli anelli, e una volta al mese un tale addetto all'azzeramento degli anelli svolge il compito al posto loro.

### Nonspeciali
- MaryAnn Portman — Maryann è la madre di Jacob e moglie di Franklin. Crebbe in una famiglia ricca e ancora oggi vive nell'agiatezza ed è molto protettiva nei confronti di Jacob.
- Susan Portman — Susan è l'amata zia di Jacob. Gli ha dato la copia di suo nonno dei poemi di Ralph Waldo Emerson, che hanno condotto Jacob nella sua avventura in Galles.
- Franklin Portman— Padre di Jacob, ha sposato Maryann, è fratello di Susan e figlio di Abraham. È alle prese con un libro sull'ornitologia da anni, ma si scoraggia spesso e accantona i progetti per intraprenderne di nuovi.
- Lilly — Lilly è la migliore amica di Noor, e frequenta la sua stessa scuola superiore a New York. È cieca, e vede solo il 10% della luce. È molto amica con Millard, e capisce fin da subito che il ragazzo è uno speciale invisibile.